# Предикатив
Предикативы (слова категории состояния, безлично-предикативные слова, слова состояния, предикативные слова, предикативные наречия) — слова, обозначающие статическое состояние и выступающие в функции главного члена (сказуемого, предиката) однокомпонентного (односоставного) предложения. Термин «предикатив» был введён чешскими лингвистами во второй половине XX века и применялся к той группе слов, которая в русской лингвистической литературе ранее получила название «категория состояния».
К предикативам относятся слова (или, реже, формы слов) разных частей речи, но не во всех своих лексических значениях, а только в тех из них, которые закреплены за употреблением этих слов в функции сказуемого. Категория состояния некоторыми лингвистами рассматривается как особая часть речи.
Любое составное сказуемое (то есть выраженное не просто одним глаголом) состоит из глагола-связки и предикативной части в виде имени, инфинитива или слова состояния.

## Предикатив в русском языке
В русском языке предикативы можно разделить на две группы: личные и безличные.
Примеры личных форм предикативов:
- Он явился раздетым (явился — это глагольная часть; раздетым — именная, предикатив).
- Пейзаж красив (глагольная связка опущена, красив — именная часть).
- Я стал врачом (стал — глагольная часть; врачом — именная).
- Его выбрали президентом (выбрали — глагольная часть; президентом — именная).

Безлично-предикативные слова (слова состояния) употребляются в безличных предложениях. В русском языке следующие части речи могут служить безличными предикативами:
- предикативные наречия (напр., темно, тесно, плохо),
- страдательные причастия на -но, -то (напр., накурено, заперто),
- существительные — время (Время ехать; Не время спорить), грех (Грех смеяться над несчастьем ближнего), досуг, недосуг (Недосуг мне по театрам ходить), лень (Лень заниматься музыкой), охота, неохота (Охота поговорить; Неохота с детьми возиться), пора (Пора идти домой), жаль (Жаль, что надо уходить).

### Категория состояния
Категория состояния (слова категории состояния) — это класс слов, которые обозначают независимый признак, состояние (душевное, физическое или эмоциональное состояние человека, окружающей среды и природы) и не имеют форм словоизменения (склонения и спряжения), но могут с помощью глагола-связки выражать значение времени. Они обычно отвечают на вопрос каково́? и используются, как правило, в качестве главного члена односоставных предложений (предикативного члена составного именного сказуемого).
Выделение слов состояния в тексте связано с двумя типами трудностей:
1. Категории состояния свойственна система аналитических форм, поэтому формы прошедшего и будущего времени сослагательного и повелительного наклонения содержат вспомогательные глаголы, которые относятся к словоформе категории состояния.
2. При характеристике категории состояния как части речи основная трудность связана с необходимостью отграничивать эти слова от омонимичных им форм наречий и кратких прилагательных. Ср.: У нас ночью очень светло от звёзд. — Небо сегодня ясно. За окнами весело перекликались женщины. Для разграничения этих частей речи следует опираться на семантику слов, характер их связи с другими словами и функцию в предложении:
  - семантика: слово обозначает состояние (в самом широком понимании — состояния человека, животного, природы, социальное состояние, состояние социальной установки: можно, надо, нельзя).
  - связь с другими словами: слово не зависит ни от каких слов в предложении.
  - функция: слово является сказуемым в безличном предложении.

Слова состояния нередко имеют сохранившиеся омонимы и в составе наречий, и в составе имён существительных, и в составе имён прилагательных. Пример омонимии:
- У меня на душе спокойно (категория состояния);
- Река течёт спокойно (наречие);
- Дитя спокойно (имя прилагательное).

Ядро категории состояния составляют слова на -о, которые обозначают:
- состояние окружающей среды: прохладно, светло;
- физические ощущения человека или других живых существ: больно, душно; видно, слышно;
- эмоциональное состояние человека: страшно, обидно;
- модальность: нужно, можно;
- пространственные и временные отношения: высоко, поздно.

Кроме слов на -о, в категории состояния есть такие модальные слова, как нельзя, жаль и т. п. Многие слова категории состояния являются бывшими существительными: грех, стыд и другие (Неохота уходить).
По своему значению слова категории состояния делятся на несколько разрядов:
1. Слова, обозначающие психическое и физическое состояние живых существ, состояние природы, окружающей среды и обстановки: а) психическое состояние человека: досадно, совестно, боязно, весело, грустно, жалко, смешно, обидно, страшно, скучно; б) волевое состояние: лень, охота, неохота, неволя; в) физическое состояние живых существ: больно, тошно, душно, противно; г) состояние природы, окружающей среды и обстановки: темно, светло, морозно, дождливо, ветрено, уютно, чисто, грязно, сыро, тесно.
2. Слова, обозначающие состояние с модальной окраской, т. е. заключающие в себе значение необходимости, возможности, долженствования: можно, нужно, возможно, должно, необходимо, надобно, надо, угодно, нельзя.
3. Слова, обозначающие оценку состояния или положения. Оценка может быть относительно протяженности во времени  и пространстве: поздно, рано, время, пора, далеко, близко, низко, высоко; с точки зрения психологической, морально-этической: удобно, плохо, хорошо, трудно, легко, грех, ужас, стыд, позор; со стороны зрительного или слухового восприятия: видно, слышно.

Слова состояния не изменяются. Они употребляются в предложении без подлежащего в роли сказуемого, часто в сочетании с глаголами быть, стать, оказаться и другими: Одному всегда плохо, Больному было душно. Когда слова состояния выражают состояния лиц и живых существ, то обозначение этих лиц выражается дательным падежом; когда сообщается о состояниях в природной среде, то нередко употребительны обозначения среды в предложном падеже.
Некоторые слова категории состояния являются многозначными и входят в несколько разрядов: плохо, холодно, жарко и т. п. Ср.: Плохо человеку. Когда он один (1 а). Плохо на улице во время осеннего дождя (1 г). Плохо, что не признаётся в содеянном (3). В зависимости от соотношения с другими частями речи слова категории состояния делятся на две группы: 1) безлично-предикативные слова на «о» в форме наречий и прилагательных: тихо, радостно, весело, страшно, ясно и др.; 2) безлично-предикативные слова в форме существительных: пора, грех, срам, стыд, неволя, мука, беда, лень, позор и т. п. Кроме того, существует целая группа слов категории состояния, которые не имеют омонимов среди других частей речи: боязно, надобно, стыдно, невдомек и т. п. При переходе в безлично-предикативные слова имён существительных последние теряют не только значение предметности, но и формы рода, числа, падежа. Например: Жаль было расставаться. Лень было подняться. В данных предложениях на потерю форм рода словами категории состояния указывает отсутствие согласования со связкой «было».

### Место причастия, деепричастия и слов категории состояния в системе частей речи
Нет единого мнения о том, какое место занимают причастия, деепричастия и слова категории состояния в системе русского языка. Некоторые лингвисты выделяют их как отдельные части речи, у которых есть свои грамматические категории и синтаксические функции. Но, в то же время, близость причастий и деепричастий к глаголам позволяет говорить о них как об особых формах глаголов и не выделять их в отдельные части речи. По этой же самой причине о словах категории состояния часто говорят как о предикативных наречиях — особой разновидности наречий.

### История понятия
Впервые термин «категория состояния» ввёл Л. В. Щерба в статье «О частях речи в русском языке» (1928). Ряд учёных вслед за Виноградовым определял категорию состояния как особую часть речи. 
Однако в академической «Русской грамматике» 1980 года эта категория в качестве самостоятельной части речи не рассматривалась. Вместо этого в категории наречий были выделены слова, выступающие в функции главного члена однокомпонентного предложения: предикативы (с модальным значением), совпадающие по своим синтаксическим функциям с предикативами в системе существительных, и предикативные наречия (со значением состояния).
В современном русском языке большинство грамматистов признаёт категорию состояния как самостоятельную часть речи, имеющую свои семантические, морфологические и синтаксические свойства. Однако она признаётся далеко не всеми лингвистами. Кроме того, те учёные, которые признают существование этой части речи, по-разному определяют её состав и грамматические свойства слов, её образующих.

## Поэтика предикатива
Предикативы активно используются авторами в качестве текстообразующего средства при создании поэтических произведений. Среди поэтов XX в. к словам категории состояния обращались Иннокентий Анненский, Марина Цветаева, Анна Ахматова, Николай Гумилёв, Осип Мандельштам, Белла Ахмадулина, Вероника Тушнова и др. При этом функционирование слов данной части речи в поэтических системах каждого из авторов уникально. Характер отбора предикативов напрямую зависит от индивидуального стиля того или иного автора. Слова категории состояния позволяют поэтам точно и полно отразить внутренний мир лирических героев, передать их этические и эстетические предпочтения.

## Предикатив вэсперанто
Основное отличие предикатива в эсперанто от русского предикатива состоит в том, что в эсперанто именная часть сказуемого всегда имеет форму простого именительного падежа, например: Mi fariĝis kuracisto (Я стал врачом).